# Unieszynka
Unieszynka – struga, prawostronny dopływ Pogorzelicy o długości 10,53 km.
Struga przepływa przez obszar gminy Cewice w powiecie lęborskim.
Wypływa w okolicy miejscowości Lesiaki, przepływa przez Unieszyno i na wysokości Runowa wpada do Pogorzelicy.
Nazwę „Unieszynka” wprowadzono w 1948 roku, zastępując niemiecką „Wunneschiner Bach”.